# Kockumskranen
Kockumskranen er en cirka 140 meter høj kran opført i 1973–74. Den var frem til 2002 Malmøs vartegn og stod på Kockums tidligere værftsområde i Malmø, inden den flyttedes til et værft i Sydkorea. Kranen var på det tidspunkt verdens største bukkran. Den har en løftekapacitet på 1.500 tons (dog gjordes et løft på 1.560 tons – en hel forskibssektion – der regnedes for en prøvebelastning af kranen). Sporvidden er 175 meter og sporlængden i Malmø var 710 meter. 
I årene 1974 til 1985 arbejdede kranen på treholdsskift og næsten altid selv på lørdage og søndage. Sektionerne vejede i gennemsnit fra 1.200 til 1.300 tons. Sektionerne kunne "frivendes" i luften. Under dokens eksistens byggedes cirka 75 fartøjer. Af disse var cirka 40 tankere på 250.000 og 350.000 tons. Desuden byggedes et stort antal specialfartøjer. De to sidste fartøjer som byggedes var krydstogtsskibe. Kranen solgtes i begyndelsen af 1990'erne til Burmeister & Wain, som dog gik konkurs inden kranen blev flyttet. Sidste gang kranen anvendtes i Sverige var i 1997 for at løfte fundamenter til Øresundsbroens pyloner. 
I 2002 afmonteredes kranen og afskibedes til Ulsan i Sydkorea, efter at Hyundai Heavy Industries havde købt den for det symbolske beløb af 1 amerikansk dollar. Kranen er i dag rødmalat med teksten "HYUNDAI" i hvidt og kaldes af koreanerne i folkemunde for "Malmøs tårer", da det siges at Malmøs indbyggere græd da de så den blive bugseret væk.